# 蓝文兆
蓝文兆（1919年—2001年4月10日），男，福建武平人，中国人民解放军少将。

## 生平
1932年，参加中国工农红军，1933年加入中国共产主义青年团，1934年转入中国共产党。历任宣传员、红一军团第四师政治部宣传队分队长。参加中央苏区第五次反“围剿”及长征。抗日战争初期，担任八路军115师343旅686团政治处宣传队队长。后任副股长、股长、科长等职，参加平型关战斗及山东泰西陆房战斗、山东费县白颜战斗等战斗。第二次国共内战期间，历任热河军区独立二旅五团政委，第十六旅四十八团政委，东北民主联军八纵23师68团政委，23师政治部副主任、主任。参加热河波罗树战斗、辽西杨仗子战斗、新立屯战斗、辽西会战、辽沈战役、平津战役、衡宝战役、广西战役、渡江战役等战役战斗。
中华人民共和国成立后，历任中国人民解放军第十二兵团45军134师副政委兼政治部主任、政委。1953年，率部参加抗美援朝战争，任中国人民志愿军134师代师长、师长。回国后，任中国人民解放军第16军46师师长，总参谋部防化学兵部参谋长，总参谋部军务动员部部长，中国人民解放军炮兵政委，兰州军区副政委、顾问。之后担任甘肃省政协副主席。1964年由大校军衔晋升为少将军衔。获三级八一勋章，三级独立自由勋章，二级解放勋章。
2001年4月10日，蓝文兆在北京病逝，享年83岁。